# Mahout

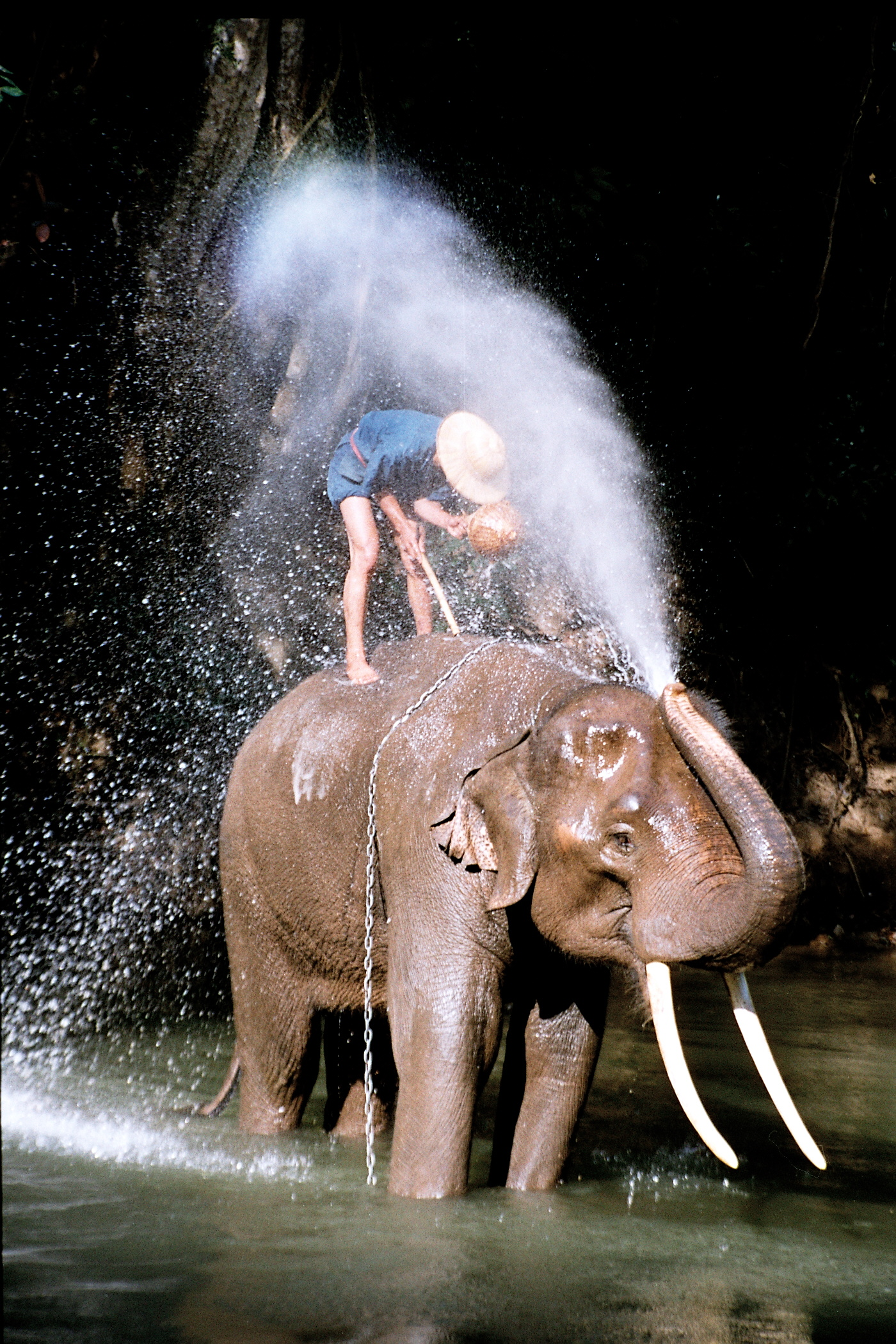
Mahout lavando un elefante.

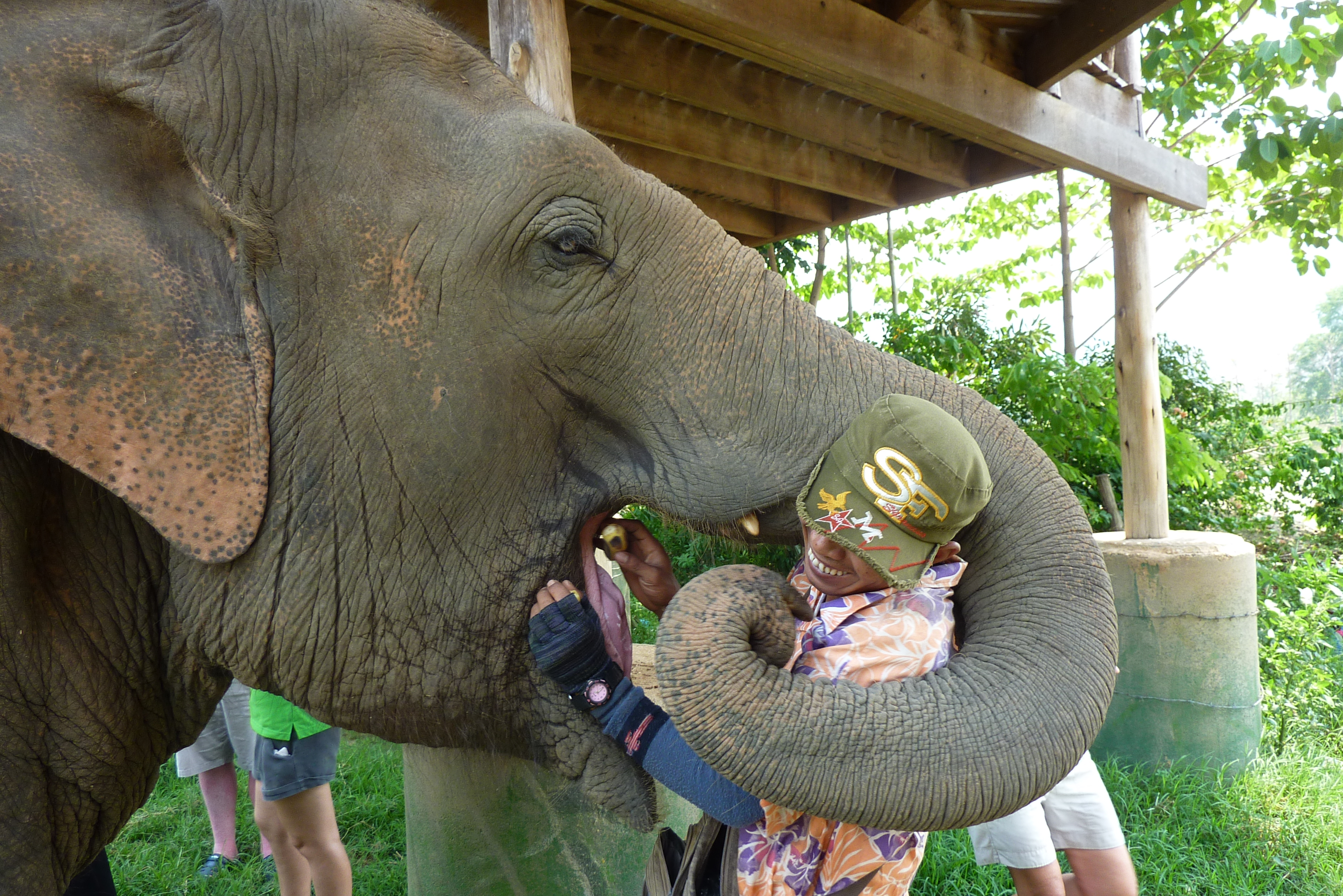
Mahout con un elefante en Tailandia

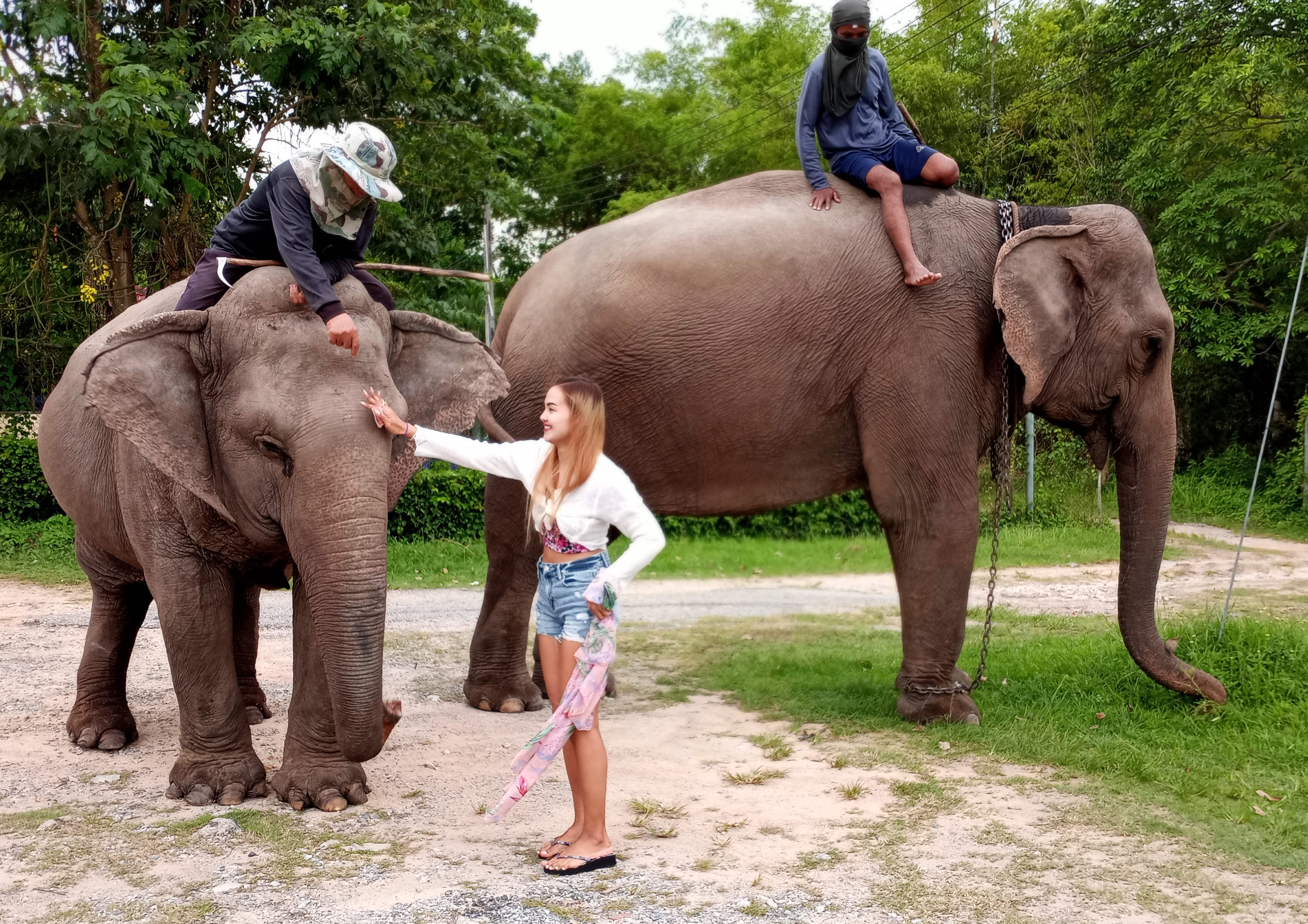
Elefantes tailandeses y mahouts con modelo

Un mahout (también conocido como cornaca) es aquella persona que maneja y conoce a un elefante. La palabra mahout proviene del Hindi mahaut y mahavat, "montador de elefantes". 

## Formación
Usualmente alguien que será un mahout empieza desde muy joven gracias a la experiencia que le proporciona la cercanía de su familia dentro del negocio del manejo de elefantes. Cuando al joven mahout se le asigna un elefante, el animal es escogido desde pequeño para que así, tanto jinete como animal se conozcan uno al otro. Se espera que un mahout forme un estrecho y único lazo con el elefante, y por ello, se procura que un mismo mahout sea el que acompañe y maneje a un elefante a lo largo de la vida de éste.

## Herramientas
Las herramientas más usadas por los mahouts son cadenas y una lanza metálica o Aṅkuśa, también conocida como anlius, o ankus usada para controlar al elefante picándole algunas áreas de la cabeza, como la boca o detrás de las orejas, donde el animal es más sensible.